# Coryphodontidae
Bathmodontidae · Coryphodontidés
Famille
Synonymes
- †Bathmodontidae Cope, 1873

Les Coryphodontidae, en français coryphodontidés, forment une famille fossile de mammifères pantodontes ayant vécu durant la fin du Paléocène jusqu'à la fin de l'Éocène, il y a environ entre 58,7 et 34 Ma (millions d'années) en Eurasie et en Amérique du Nord.

## Classification
La famille des Coryphodontidae est décrite en 1876 pa le paléontologue américain Othniel Charles Marsh,.

### Synonymes
Selon Paleobiology Database en 2023, cette famille a un synonyme décrit en 1873 par le paléontologue américain Cope (1840-1897) :
- †Bathmodontidae Cope, 1873[2].

### Fossiles
Selon Paleobiology Database en 2023, cette famille a 504 collections de fossiles pour 530 occurrences :
- Éocène, 446 collections ;
- Paléocène, une collection en Chine, 57 collections aux États-Unis, au Colorado, Montana et Wyoming[2].

Ceci atteste la présence de cette famille du Thanétien du Paléocène supérieur à l'Éocène supérieur, soit de 58,7 et 33,9 Ma avant notre ère.

## Description
C'étaient des plantigrades à cinq doigts, au corps massif, herbivores à la vie semi-aquatique.

## Liste de genres
- † Asiocoryphodon, Xu, 1976
- † Coryphodon, Owen, 1845
- † Eudinoceras, Osborn 1924
- † Heterocoryphodon, Lucas & Tong, 1987
- † Hypercoryphodon, Osborn & Granger, 1932
- † Metacoryphodon, Chow & Qi, 1982

### Publication originale
- [1876] (en) Othniel Charles Marsh, « On some characters of the genus Coryphodon Owen », American Journal of Science, vol. 3,‎ 1876, p. 425-428.